# 警钟日报

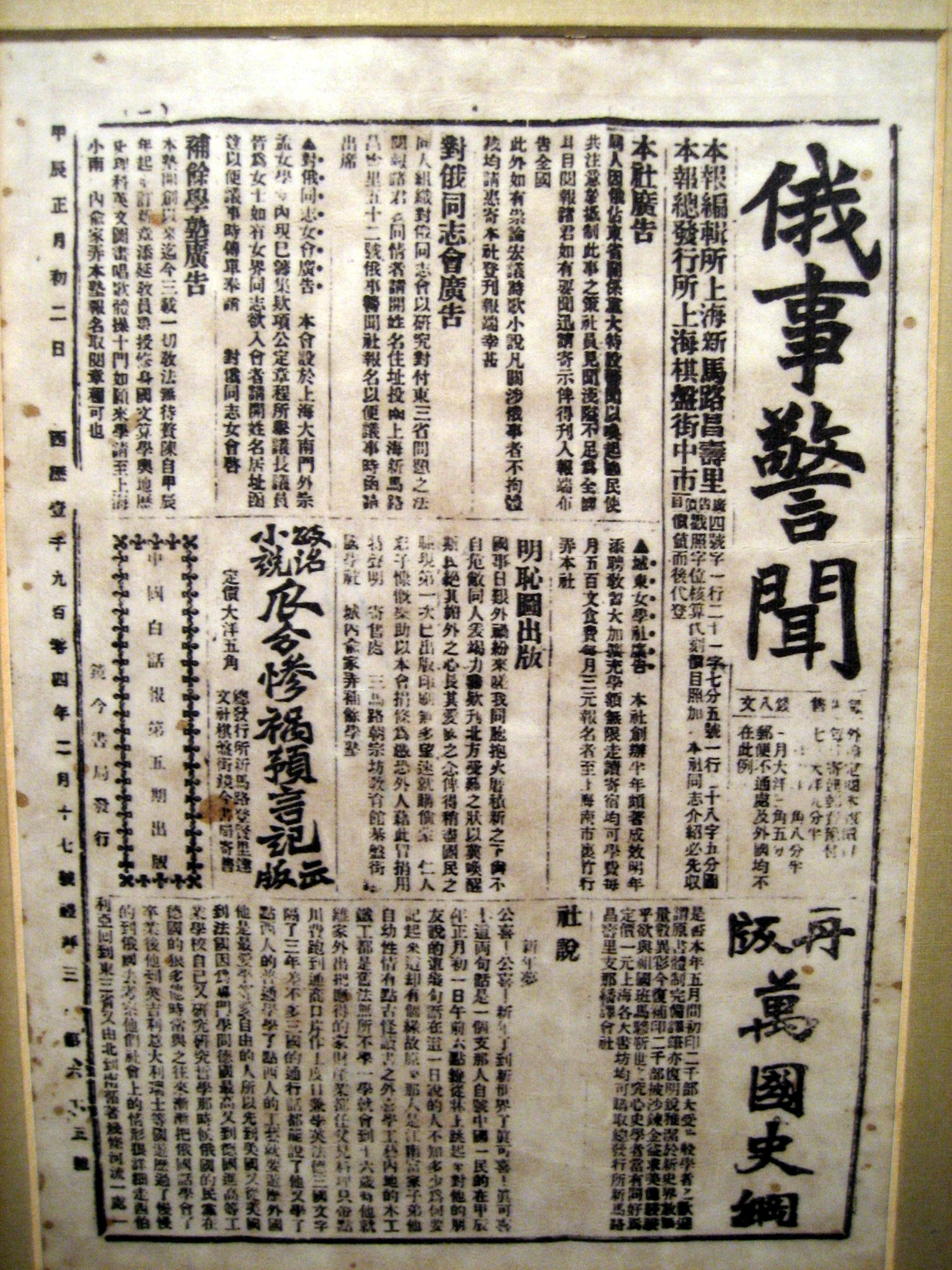
俄事警闻

《警钟日报》初名《俄事警闻》，1904年2月17日在上海创刊，蔡元培等主编。初期揭露帝俄侵占中国东北的罪行，作为“警钟”，以唤起中国国人的注意。此后，对英国、法国、德国等帝国主义侵凌中国主权，也时加抨击。是继《苏报》以后的重要革命报刊之一。1905年3月27日，清政府函请上海租界会审公廨迫令停刊。